# Scatella calida
Scatella calida är en tvåvingeart som beskrevs av Matsumura 1915. Scatella calida ingår i släktet Scatella och familjen vattenflugor. Inga underarter finns listade i Catalogue of Life.